# Santa Elena (Paraguai)
Santa Elena é uma cidade do Paraguai, Departamento Cordillera.

## Transporte
O município de Santa Elena é servido pelas seguintes rodovias:
- Caminho em terra ligando a cidade de Itacurubí de la Cordillera ao município de Isla Pucú
- Caminho em pavimento ligando a cidade de Itacurubí de la Cordillera ao município de Mbocayaty del Yhaguy
- Caminho em pavimento ligando a cidade ao município de Caraguatay[1][2][3]